# Liborius Stengel
Liborius Stengel (* 14. August 1801 in Stetten bei Haigerloch; † 22. Februar 1835 in Freiburg im Breisgau) war ein deutscher römisch-katholischer Theologe und Hochschullehrer.

## Leben
Stengel war Sohn armer Eltern. Er war zunächst als Hirte tätig und brachte sich autodidaktisch mathematische Kenntnisse bei. Er gab zunächst Rechenunterricht und wurde vom örtlichen Pfarrer Seybold in Latein unterrichtet. 1819 konnte er am Gymnasium Sigmaringen aufgenommen werden und bereits im Herbst 1820 erhielt er dort das Reifezeugnis. Durch Seybold wurde er an Johann Leonhard Hug vermittelt, durch dessen Unterstützung er ein Studium der Theologie an der Universität Freiburg im Breisgau aufnehmen konnte. Daneben studierte er Philosophie, Geschichte und Sprachen, darunter auch Sanskrit. 1825 trat er, nachdem er in Freiburg das theologische Examen mit Auszeichnung bestanden hatte, in das Priesterseminar in Meersburg ein. Am 21. September 1821 wurde er schließlich zum Priester geweiht.
Stengel kam zunächst als Vikar zu seinem Förderer Seybold, der mittlerweile in Benzingen tätig war. Zum Wintersemester 1827/1828 trat er als Assistent an die Seite von Hug, der mittlerweile in das Domkapitel in Freiburg berufen worden war. Als solcher übernahm er erste Lehrveranstaltungen. Er war der Erste, der in Freiburg Sanskrit und rabbinische Sprache lehrte. Über zehn Semester war er als Supplement von Hug tätig, bevor er am 24. September 1833 eine Stelle als außerordentlicher Professor der Theologie erhielt. In diesem Amt verstarb er überraschend an einem Schlaganfall.

## Werke
- Commentar über den Brief des Apostels Paulus an die Römer, 2 Bände, Wagner, Freiburg im Breisgau 1936.
- Hebraeische Grammatik. Elementar- und Formenlehre, Herder, Freiburg im Breisgau 1841.
- Erklärung des Briefes an die Hebräer, Braun, Karlsruhe 1849.